# Василівський район (1923—2020)
Васи́лівський райо́н — колишній район у північно-західній частині Запорізької області. Районний центр: місто Василівка. Населення становить 63 тис осіб (2017 р.). Площа становить 1620 км². Утворено 1923 року.

## Географія

### Фізична географія
Загальна площа — 1621 км², що становить 6,3% території області. Межі району: на півдні Михайлівський район, на заході — Великобілозерський та Кам'янсько-Дніпровський, на півночі — Запорізький, на сході Оріхівський та Токмацький райони.
На території району розташовані 38 населених пунктів, що підпорядковані двом міським, одній селищній і 12 сільським радам.
Площа району становить 162 тис. 145 га., сільгоспугідь — 108 тис. 210 га., пасовищ — 8 тис. 237 га. Площа зрошувальних земель становить 30 тис. 524 га.
За характером місцевості район ділиться на кілька частин: західна частина з рівнинним рельєфом місцевості, східна частина району відрізняється від західної великою балкою, яка бере початок у с. Бурчак Михайлівського району і впадає в плавні.
Ландшафтно-кліматична локалізація — степова рівнина, прорізана ярами. Клімат помірно-континентальний: сухий, жаркий влітку; помірно холодний з частими відлигами взимку. Середня температура повітря + 9,2 +10. Середньорічні опади: 20,9 мм. Направлення вітру: східний, північно-східний. Сила вітру: від 5 до 6 м/сек. Висота над рівнем моря: 200 м.

### Водні ресурси
Джерелами централізованого водопостачання є 68 артезіанських свердловин. На території Василівського району протікають річки: Суха (8,1 км), Велика Білозерка (17,1 км), Чокрак (2,6 км), Карачокрак (9,9 км), Янчекрак (7,6 км). Ставки розташовані на території Василівської міської ради (три ставки, площею 2; 2,9; 5,0 га), в с. Переможне (4,5 га), с. Долинка (2,0 га), с. Павлівка (два ставки 2,0; 0,8 га), с. П'ятихатки (1,0 га), с. Кам'янське (21,9 га), с. Мала Білозерка (два ставки 38,5; 216,7 га), с. Лугове (два ставки 5,5; 3,7 га), с. Верхня Криниця (1,0 га), с. Улянівка (16,5 га), с. Ясна Поляна (6,4 га), с. Балки (18,2 га), смт Степногірськ (7,1 га), с. Маячка (21,9 га). Територія Каховського водосховища на території Василівської міської ради становить 7340 га.

### Корисні копалини
Родовища корисних копалин місцевого значення, а саме, залізної руди, розташовані на території Малобілозерської сільської ради; марганцевої руди — на території Степногірської селищної ради.

### Лісові ресурси
Землі держлісфонду в районі становлять 5378 га.

### Ландшафти
За фізико-географічним районуванням Запорізької області, район лежить у межах Дніпровсько-Кінського фізико-географічного району Кінсько-Ялинської низовинної області Лівобережно-Дніпровсько-Приазовського північно-степового краю Північно-степової підзони і Менчикурсько-Тимофівського району Дніпровсько-Молочанської низовинної області Причорноморського степового краю Середньостепової підзони Степової зони.

## Історія
Василівський район засновано в 1923 році. Адміністративним центром району стало село Василівка.
По характеру місцевості район ділиться на три частини: західна частина з рівнинним рельєфом місцевості, східна частина району відрізняється від західної великою балкою, яка бере початок у с. Бурчак Михайлівського району і впадає в плавні, по цій балці було розташоване село Василівка.
У 1775 році після ліквідації Запорізької Січі почався процес розподілу Запорізьких земель у власність поміщикам.
Одним з перших в черзі на нові землі, особливо ті, що знаходились на колишній татарській території нижче річки Конки, був Василь Степанович Попов — правитель канцелярії Г. А. Потьомкіна.
У 1770 році В. С. Попов отримав землі, які були розмежовані, видана межова книга і план. Всього Попов отримав 43 тисячі десятин землі. Запорізькі поселення, які тепер опинилися на землях Попова, перетворилися в слободи і поселення. Так, на ім'я власника з'являється слобода Василівка, поселення Янчекрак, Карачекрак, Скельки, Маячки, далі Еристівка та інші.
З 1791 року в слободі Василівка почалось активне будівництво.
У 1796 році після смерті Катерини II і приходом на престол імператора Павла I, В. С. Попов направився у 1799 році у свій маєток.
З кінця XVIII століття Василівка починає розростатися.
У 1831 році, як центр управління всіма землями Попових, Василівка переведена в розряд містечок.
У 1874 році, з відкриттям Лозово-Севастопольської залізниці, яка пройшла через Василівку, і появленням станції «Попово», товарність і прибуток маєтку значно збільшилися.
Після Жовтневої революції 1917 року в Україні була проведена територіально-адміністративна реформа.
Відповідно постанови ВЦЦИК від 7 березня 1923 року у склад Запорізького округа, окрім інших районів, увійшов і Василівський район.
Василівський район створений 1923 року у складі Запорізької округи Катеринославської губернії.
10 січня 1939 року Василівський район переданий з Дніпропетровської області до Запорізької області.
У 1941-43 роках Василівський район входив до Гальбштадтського повіту Дніпропетровського генерального округу.

## Адміністративний устрій
Адміністративно-територіально район поділяється на 2 міські ради, 1 селищну раду і 11 сільських рад, які об'єднують 38 населених пунктів та підпорядковані Василівській районній раді. Адміністративний центр — місто Василівка.

## Населення
Розподіл населення за віком та статтю (2001):
| Стать | Всього | До 15 років | 15-24 | 25-44  | 45-64  | 65-85 | Понад 85 |
| --- | ------ | ----------- | ----- | ------ | ------ | ----- | -------- |
| Чоловіки | 34 553 | 6495        | 5350  | 10 232 | 8723   | 3652  | 101      |
| Жінки | 40 310 | 6191        | 5342  | 10 777 | 11 082 | 6371  | 547      |
| \| Статево-вікова піраміда \| Статево-вікова піраміда \| Статево-вікова піраміда \| \| ----------------------- \| ----------------------- \| ----------------------- \| \| Чоловіки \| Вік \| Жінки \| \| 101 \| 85 + \| 547 \| \| 199 \| 80-84 \| 679 \| \| 620 \| 75-79 \| 1488 \| \| 1363 \| 70-74 \| 2271 \| \| 1470 \| 65-69 \| 1933 \| \| 2657 \| 60-64 \| 3742 \| \| 1279 \| 55-59 \| 1826 \| \| 2144 \| 50-54 \| 2540 \| \| 2643 \| 45-49 \| 2974 \| \| 3052 \| 40-44 \| 3157 \| \| 2629 \| 35-39 \| 2815 \| \| 2247 \| 30-34 \| 2436 \| \| 2304 \| 25-29 \| 2369 \| \| 2384 \| 20-24 \| 2389 \| \| 2966 \| 15-20 \| 2953 \| \| 2904 \| 10-14 \| 2859 \| \| 2011 \| 5-9 \| 1920 \| \| 1580 \| 0-4 \| 1412 \| |        |             |       |        |        |       |          |
| Статево-вікова піраміда |        |             |       |        |        |       |          |
| Чоловіки | Вік    | Жінки       |       |        |        |       |          |
| 101 | 85 +   | 547         |       |        |        |       |          |
| 199 | 80-84  | 679         |       |        |        |       |          |
| 620 | 75-79  | 1488        |       |        |        |       |          |
| 1363 | 70-74  | 2271        |       |        |        |       |          |
| 1470 | 65-69  | 1933        |       |        |        |       |          |
| 2657 | 60-64  | 3742        |       |        |        |       |          |
| 1279 | 55-59  | 1826        |       |        |        |       |          |
| 2144 | 50-54  | 2540        |       |        |        |       |          |
| 2643 | 45-49  | 2974        |       |        |        |       |          |
| 3052 | 40-44  | 3157        |       |        |        |       |          |
| 2629 | 35-39  | 2815        |       |        |        |       |          |
| 2247 | 30-34  | 2436        |       |        |        |       |          |
| 2304 | 25-29  | 2369        |       |        |        |       |          |
| 2384 | 20-24  | 2389        |       |        |        |       |          |
| 2966 | 15-20  | 2953        |       |        |        |       |          |
| 2904 | 10-14  | 2859        |       |        |        |       |          |
| 2011 | 5-9    | 1920        |       |        |        |       |          |
| 1580 | 0-4    | 1412        |       |        |        |       |          |

Етнічний склад населення району на 2001 рік був представлений наступним чином:
- українці — 77,4%;
- росіяни — 20,2%;
- білоруси — 0,5%;
- інші національності — 1,9%[4].

За переписом 2001 року розподіл мешканців району за рідною мовою був наступним:
- українська — 70,78 %
- російська — 28,41 %
- вірменська — 0,26 %
- білоруська — 0,12 %
- циганська — 0,08 %
- болгарська — 0,05 %
- молдовська — 0,05 %

Населення району станом на січень 2015 року налічувало 64 602 осіб, з них міського — 37 537, сільського — 27 065 осіб.

## Сільське господарство
На території району впродовж 2011 року здійснювало свою виробничу діяльність 164 сільгосппідприємства із них:
- ТОВ — 21
- Приватних підприємств — 9
- Кооперативів — 7
- Фермерських господарств — 127

Станом на 01.01.2012 року по Василівському району обліковується — 108,1тис.га сільськогосподарських угідь із них:
- рілля — 95,9 тис. га
- сіножаті — 0,9 тис. га
- пасовища — 8,3 тис. га
- багаторічні насадження — 2,9 тис.га

У поточному році у розпорядженні сільськогосподарських підприємств знаходилося 62,1 тис. га сільськогосподарських угідь району, з них 61,1 тис.га. ріллі
Посівна площа сільськогосподарських культур у 2011 року становила 53,9 тис. га (що на 2,1 тис. га більше за посівну площу минулого року), в тому числі
- зернових і зернобобових — 32,7 тис. га (що на 2,6 тис. га більше ніж у минулому році),
- технічних — 19,9 тис. га (що на 5,1 тис. га менше торішніх показників).

### Провідні сільськогосподарські підприємства
- Агрофірма «Злагода»
- ТОВ «Деметра»
- Сільськогосподарський Виробничий Кооператив «Перемога»
- Приватне орендне підприємство «Агровиробнича Фірма ім. Чапаєва»
- ТОВ «Промінь»
- ТОВ Сільськогосподарська Торговельно-Виробнича Компанія «Деметра Регіон»
- Сільське Споживче Товариство «Вітім»
- ПП «Аванта-Агро»
- Сільськогосподарський Виробничий Кооператив «Орлянський»
- ПП «Лев»
- ТОВ Агропромислова Компанія «Істок»
- Приватне Орендне Підприємство Агровиробнича Фірма «Злагода»
- ПП Агрофірма «Зевс»
- ТОВ «Ексім-Агро»
- ТОВ «Приват-Агро»
- ТОВ Агрофірма «Лан»
- Сільськогосподарський Виробничий Кооператив «Іскра»
- Сільськогосподарський Виробничий Кооператив «Еристівка»
- СВК ім. Ватутіна

## Промисловість
Структура випуску промислової продукції характеризується такими показниками:
- добувна промисловість — 94,4%
- переробна промисловість — 4,0%, з неї:
  - виробництво харчових продуктів, напоїв та тютюнових виробів — 1,8%
  - виробництво м'яса та м'ясних продуктів — 1,6%
  - виробництво олії та тваринних жирів — 0,2%
- легка промисловість — 0,6%
- виробництво іншої неметалевої мінеральної продукції — 0,1%
- металургійне виробництво та виробництво готових металевих виробів — 0,9%
- машинобудування — 0,6%
- виробництво та розподілення електроенергії, газу та води — 1,6%

Промисловими підприємствами району за 11 місяців 2011 року було реалізовано продукції (товарів, послуг) у відпускних цінах на суму 1662,4 млн грн., що становить 2,4% обсягу всієї реалізованої продукції в цілому по області, та на 13,7% більше торішнього показника.
Найвагомішим видом діяльності в районі була і залишається добувна промисловість, яка становить 94,4% в загальнорайонному обсязі реалізації промислової продукції.
Обсяги реалізації промислової продукції по галузям за 11 місяців поточного року складають:
- добувна промисловості 1569,7 млн грн.;
- переробна промисловості 66,5 млн грн.;
- легка промисловості 10,7 млн грн.;
- металургійна промисловість 14,5 млн грн.;

### Провідні промислові підприємства
- ЗАТ «Запорізький залізорудний комбінат»
- ВАТ «Завод Будівельно-Опоряджувальних Машин»
- ВАТ «Василівський завод технологічного обладнання»
- ТОВ Завод «Будмаш»
- ПМВКП «Ассоль»
- ВАТ «Василівський авторемонтний завод»
- ВАТ «Василівський комбікормовий завод»
- ЗАТ «Стептехсервіс»
- ВАТ «Завод Залізобетонних Конструкцій № 9»
- ВАТ «Василівський Хлібокомбінат»

## Транспорт
Територією району проходить автошлях E105.

## Соціальна сфера
Спеціалістів готують Василівський аграрний та Дніпрорудненський індустріальний технікуми. Працюють 32 загальноосвітні школи, 2 професійних ліцеї, 5 музичних та 1 художня школи, 8 сільських будинків культури, 1 міський клуб, Центр культури та дозвілля у Василівці, палац культури «Гірник» у м. Дніпрорудне, 30 бібліотек, серед яких Василівська районна центральна бібліотека (сайт бібліотеки http://bibvas.ucoz.ua/ [Архівовано 26 травня 2013 у Wayback Machine.]), Василівська районна центральна бібліотека для дітей(сайт бібліотеки http://rdbibvas.ucoz.ua/ [Архівовано 22 лютого 2014 у Wayback Machine.]), 7 кіноустановок та кінотеатр «Сучасник».

## Рекреаційні ресурси
На території Василівського району розташовано кілька рекреаційних ресурсів:
- Національний природний парк «Великий Луг» (Дніпрорудненська міська рада, Скельківська сільська рада, Орлянська сільська рада, Малобілозерська сільська рада);
- Заказник «Крутосхили Каховського водосховища» (Василівська міська рада, Скельківська сільська рада);
- Заказник «Великі і Малі Кучугури» (острови у Каховському водосховищі).

## Туристичний потенціал

### Території та об'єкти природно-заповідного фонду
До природно-заповідного фонду Василівського району входить 3 об'єкти ПЗФ загальнодержавного значення, у тому числі 1 національний природний парк і 2 заказники, а також 12 об'єктів ПЗФ місцевого (обласного) значення, у тому числі 1 регіональний ландшафтний парк і 11 заказників.
- Орнітологічний заказник «Великі і Малі Кучугури»
- Ландшафтний парк «Панай»
- Степногірський ботанічний заказник
- Ландшафтний заказник «Лісовий масив на Лисій горі»
- Герпетологічний заказник
- Ботанічний заказник «Цілинна ділянка»
- Ботанічний заказник «Балка Тупік»
- Ботанічний заказник "Ділянка «Ясне»
- Ботанічний заказник «Схил балки»
- Ландшафтний заказник «Крутосхили Каховського водосховища»
- Джерело Андрія Первозваного
- Дно Понтійського моря
- Парк «Дружба»
- Байрачно-степовий берег Каховського водосховища (територія Національного заповідника «Великий Луг», парк «Панай»)
- Скелянські штольні

### Заклади культури і мистецтв
- Балківський сільський історико-краєзнавчий і етнографічний музей
- Малобілозерська обласна естетична гімназія «Дивосвіт» Запорізької обласної ради
- Культурно-розважальний центр зоокутка
- Василівський історико-архітектурний музей-заповідник «Садиба Попова»
- Дніпрорудненський краєзнавчий музей

### Історико-архітектурні споруди
- Залишки Василівського Свято-Петропавлівського храму (фундамент з підвалами), сімейний склеп Попових з похованнями
- Вітряний млин, 1903 р.
- Механічний млин І пол. XIX ст. та садиба мірошника, 1846 р.
- Будинок земської школи, 1890 р.
- Будинок земської лікарні, 1890-ті рр.
- Будинок поштово-телеграфної контори, 1875 р.
- Комплекс споруд садиби поміщика, кінець XVIII ст.
- Комплекс споруд садиби поміщика Попова, 1884 — 1894 рр.

## Політика
25 травня 2014 року відбулися Президентські вибори України. У межах Василівського району була створена 51 виборча дільниця. Явка на виборах складала — 46,82% (проголосували 25 755 із 55 012 виборців). Найбільшу кількість голосів отримав Петро Порошенко — 32,12% (8 273 виборців); Сергій Тігіпко — 17,20% (4 430 виборців), Юлія Тимошенко — 9,62% (2 478 виборців), Михайло Добкін — 7,91% (2 037 виборців), Вадим Рабінович — 7,05% (1 816 виборців), Анатолій Гриценко — 5,51% (1 418 виборців), Олег Ляшко — 4,99% (1 286 виборців). Решта кандидатів набрали меншу кількість голосів. Кількість недійсних або зіпсованих бюлетенів — 2,81%.